# Goldfever 3
Goldfever 3 (né en 1991) est un étalon de saut d'obstacles allemand alezan, du stud-book Hanovrien, fils de l'étalon Zangersheide Grosso Z, monté par Ludger Beerbaum. 

## Palmarès
Avec environ 2,8 millions d'euros de gains, il est l'un des chevaux d'obstacle les plus rentables de tous les temps.